# Зоопарк Наньніна
Зоопарк Нан-нінг (南宁 动物园 Nán-níng dòng-wù-yuán) — зоопарк в місті Наньнін, адміністративному і культурному центрі Гуансі-Чжуанського автономного району. Це найбільший зоопарк у цій провінції. Він розташований в західній частині міста. Тут мешкають понад 200 видів тварин: панди, слони, орангутанги, гіппопотами, леви, тигри, леопарди, ведмеді, тюлені та інші. Під час свят тут можна побачити виступи вчених тварин.
Розташований поблизу вулиці Da Xue, зоопарк був відкритий у 1973. Щороку його відвідують близько 800 тис. туристів. Це єдиний спеціалізований зоопарк у провінції, де тварини не тільки для огляду і розваги, але і для науково-дослідницької роботи. В зоопарку є такі відділи: дім дельфінів, дім слонів, дім гібонів, дім чорних мавп, дім гіпопотамів, озеро крокодилів, дім носорогів та озеро водоплаваючих птахів. Дім дельфінів є першим у південно західному регіоні, його будівництво коштувало 20 мільйонів юанів та було завершене у травні 2002 р.

## Події
- 5 жовтня 2006 року до повернення в рідну морську стихію готується 250-кілограмовий бутилконосий дельфін, що викинувся два тижні тому на берег поблизу селища Шатянь / Гуанси-Чжуанскій автономний район КНР /. Врятовану місцевими рибалками тварину довжиною 2,55 метра було доставлено в зоопарк міста Наньнін, де фахівці негайно приступили до інтенсивної терапії. Це виявилося нелегкою справою, бо шкіра дельфіна була висушена і в багатьох місцях покрилася ранами. Зараз морський ссавець майже поправився, відновивши, зокрема, завидний апетит, повідомило центральне китайське телебачення. Щоденно бутилконос поглинає близько семи кілограмів свіжої риби. Іхтіологи вважають, що тварина має провести в басейні зоопарку ще якийсь час, перш ніж вона зможе самостійно подбати про своє харчування. Бутилконосі дельфіни, названі так за характерну форму носа, є рідкісним видом морської фауни, що охороняється в Китаї. На жаль, трапляються випадки, коли ці тварини викидаються на берег, іноді - сотнями. Причини цього явища залишаються загадкою. Фахівці не виключають, що врятований рибалками дельфін втратив орієнтацію в морі через землетрус або через якесь захворювання.